# Beardfish
 (novembre 2018).
Beardfish est un groupe suédois de rock progressif. Formé en 2001 et séparé en 2016, le groupe se composait de Rikard Sjöblom (chant et claviers), du guitariste David Zackrisson, du batteur Magnus Östgren et du bassiste Robert Hansen.

## Biographie
La première formation de Beardfish se compose de Rikard Sjönlom et David Zackrisson, Gabriel Olsson à la basse et Petter Diamant à la batterie. À la fin de 2001, ce dernier fut remplacé par Magnus Östgren, et au début de 2002, le claviériste Stefan Aronsson rejoint le groupe. Plus tard dans l'année, Olsson fut remplacé par Robert Hansen, et c'est cette formation qui fait le premier album du groupe, Från En Plats Du Ej Kan Se, sorti en 2003. Aronsson quitte ensuite le groupe, laissant Beardfish avec sa formation final.
Après la sortie du deuxième album, The Sane Day, en 2006, le groupe signe sur le label InsideOut Music. Ils restent au label, publiant six autres albums, le dernier étant +4626-COMFORTZONE en 2015,,.
En 2008, le groupe tourne avec The Tangent. Il devait participer à la tournée Progressive Nation, mais l'événement est annulé après la faillite du label du groupe. 
En septembre 2012, Beardfish joue en ouverture de toutes les dates européennes pour Flying Colors, et est, en mai 2013, l'un de ceux qui ouvrent (avec Sound of Contact) en concert européen pour Spock's Beard. Le groupe tourne ensuite avec Sound of Contact en soutien à Spock's Beard en 2013. En 2014, le groupe commence à travailler sur un huitième album avec Sjöblom qui rejoindra aussi le groupe Big Big Train en termes de guitariste en tournée. En octobre, Sjöblom est annoncé comme officiel de Big Big Train. Le mois suivant, Beardfish annonce avoir terminé son huitième album, *+4626-COMFORTZONE, prévu pour janvier 2015. Les premières dates de tournée s'effectuent au début de 2015, et le groupe recrute le claviériste Martin Borgh.
En juillet 2016, fin de l'histoire selon le site officiel du groupe beardfishband.com. Après 15 ans de productions et de tournées, après la sortie de leur dernier opus, le groupe s'est donc auto-dissout : « maintenant il est temps pour de nouvelles aventures. »
En novembre 2023, un compte officiel Beardfish a été créé sur Instagram. Le 15 décembre 2023, l'organisation Sounds Fair a officiellement annoncé que Beardfish devait jouer au Gefle Skivmässa (un salon du disque et des concerts en direct) dans leur ville natale de Gävle, en mai 2024. Au cours des mois suivants, le groupe a partagé une douzaine de vidéos différentes de sessions en studio, ce qui semblait suggérer qu'un nouvel album était en préparation. Sur cette même période, le groupe (également via Instagram) a également partagé les dates de quelques autres concerts. Enfin, dans une publication Instagram d'avril 2024, le groupe a confirmé qu'un nouvel album était en route et qu'il "commençait à prendre forme". Le 4 mai 2024 a eu lieu le concert officiel des retrouvailles au Gefle Skivmässa. Le 17 mai 2024, le groupe a révélé qu'il avait re-signé chez InsideOut Music et a annoncé une réédition et une sortie vinyle de leur album de 2009 Destined Solitaire pour son 15ème anniversaire. Le 30 août 2024, ils sortent leur première chanson depuis leur réunion, intitulée « In the Autumn », et annoncent que leur prochain album, premier nouvel album studio depuis près de 9 ans Songs For Beating Hearts, sortira le 1er novembre 2024. Le single met en vedette la chanteuse invitée Amanda Örtenhag.

## Membres actuels
- Rikard Sjöblom - chant, claviers, guitare (2001–2016 / 2023)
- David Zackrisson - guitare (2001–2016 / 2023)
- Magnus Östgren - batterie (2001–2016 / 2023)
- Robert Hansen - basse (2002–2016 / 2023)

## Anciens membres
- Gabriel Olsson - basse (2001-2002)
- Petter Diamant - batterie (2001)
- Stefan Aronsson - claviers, guitare, flûte (2002-2003)
- Martin Borgh - claviers (musicien de tournée, 2015)

## Discographie

### Albums studio
- 2003 : Fràn En Plats Du Ej Kan Se
- 2006 : The Sane Day
- 2007 : Sleeping in Traffic : Part One
- 2008 : Sleeping in Traffic : Part Two
- 2009 : Destined Solitaire
- 2011 : Mammoth
- 2012 : The Void
- 2015 : +4626-Comfortzone
- 2024 : Songs For Beating Hearts